# Керби (город)
Ке́рби (англ. Kirkby /ˈkɜrbi/) — город в графстве Мерсисайд в Англии, входит в состав метрополитенского района (боро) Ноусли.

## История
Поселение было внесено в поземельную перепись 1086 года.
В середине XIX века через город была проложена железная дорога.
Во время второй мировой войны местная фабрика "Royal Ordnance Factory Kirkby" выпускала военное снаряжение, но после сокращения военных заказов число безработных здесь стало увеличиваться.
В начале 1950х годов население составляло около трёх тысяч человек, в дальнейшем сюда начали переселяться жители Ливерпуля. За следующие десять лет здесь были построены 10 тыс. домов, население увеличилось до 60 тыс. человек.
9 октября 1972 года здесь началась крупная забастовка, которая продолжалась 14 месяцев - до 24 декабря 1973 года. В начале 1980х годов значительная часть города представляла собой трущобы с высоким уровнем преступности - около 900 домов было заброшено, разграблено и частично разрушено.

## Известные уроженцы и жители
- Триша Пенроуз — английская актриса, певица и телеведущая.
- Грэм, Стивен — английский актёр.